# Одинадцять надій
«Одинадцять надій» (рос. «Одиннадцать надежд») — російська радянська спортивна кіноповість, що вийшла на екрани в 1975 році.
Тренировка сборной СССР снималась на расположенной в Удельной базі футбольного клубу «Зенит» (Ленінград). Біла споруда на задньому плані - лазня футбольного клубу.
Консультантами фільму вказані Герман Зонін (колишній тренер «Зенита» та збірної СРСР) і Микола Люкшинов (колишній тренер «Зенита» та збірної Албанії).

## Зміст
Одинадцять надій – саме стільки гравців у футбольній команді, окремих доль, які сплетені в одне, з метою перемогти і завоювати популярність, домогтися успіху в обраній справі. Однак цей складний і трудомісткий процес вимагає багато зусиль і часу. Саме про нього і піде мова у фільмі.

## Ролі
- Анатолій Папанов — Василь Іванович Воронцов
- Любов Віролайнен — Ірина Григорівна Лозовська
- Юрій Демич — Сергій Андрійович Романцев
- Олександр Голобородько — Лавреньов
- Ігор Добряков — Олександр Соколовський
- Борис Щербаков — Володимир Бабочкин
- Євген Леонов-Гладишев — Костянтин Косичкін
- Ігор Горбачов — Микола Іванович, голова Федерації
- Микола Озеров — камео
- Михайло Водяной — Сан Санич
- Армен Джигарханян — Гомес
- Всеволод Сафонов — Олег Петрович, другий тренер
- Микола Сектименко — воротар Віктор Пархоменко
- Олександр Дем'яненко — Володя
- Микола Крюков — Костянтин Лапшин
- Олена Андерегг — Зоя Сергіївна Миронова, лікар
- Вано Янтбелідзе — футболіст Брегвадзе

## Нагороди
- Приз «Срібна медаль» фільму, приз Федерації футболу Білоруської РСР фільму на 6-му ВКФ спортивних фільмів (1976)